# مجموعة دعم سوريا
مجموعة دعم سوريا هي منظمة غير ربحية يقع مقرها في واشنطن العاصمة. تأسست المنظمة في كانون الأول/ديسمبر 2011 ردا على تصرفات الحكومة السورية في الحرب الأهلية السورية. أوقفت المجموعة كل عملياتها بحلول آب/أغسطس 2014. تُعد مجموعة دعم سوريا المنظمة الوحيدة المسموح بها قانونيا من قبل حكومة الولايات المتحدة من أجل تقديم الدعم مباشرة للجيش السوري الحر. قدمت مجموعة دعم سوريا مساعدات إلى وحدات الجيش السوري الحر؛ كما حاولت التمييز بين القوات الثورية وبين الجماعات المتطرفة مثل جبهة النصرة.

## التاريخ
أسس المجموعة فريق من المغتربين السوريين بقيادة لؤي السقا؛ وقد تم تأسيسها عندما استُنتج أن الثورة باتت من الضروري أن تكون مسلحة.
في 23 تموز/يوليو من عام 2012 قامت وزارة الخزانة الأمريكية بفرض رقابة على الأصول الأجنبية؛ لكن وفي المقابل فقد منحت رخصة للمجموعة من أجل دعم وتمويل الجيش السوري الحر. وفي يوم الأربعاء 1 آب/أغسطس 2012 أكدت وزارة الخزانة الرسمية أنها أعطت المجموعة السورية ترخيصا. وقد تضمن الترخيض مجموعة من الشروط من بينها تقديم تقارير شهرية مفصلة حول نفقاتها لوزارة الخارجية الأمريكية.
في شباط/فبراير 2013 وافق رئيس أركان المعارضة السورية الجنرال سليم إدريس على العمل مع الحكومات الدولية عبر مجموعة الدعم السورية من أجل تأمين معدات مقاتليه. كما وقع الجنرال إدريس إعلان مبادئ المجموعة _بمثابة دستور_ باسم المجلس العسكري الأعلى.
في 30 نيسان/أبريل 2013 قدمت المجموعة الدعم والخدمات اللوجستية وبعض المساعدات الأخرى إلى الجيش السوري الحر. وقد شملت المساعدات 8 ملايين دولار من الوجبات الجاهزة للأكل التي تم توزيعها في مرافق التخزين في شمال حلب. كما تم إرسال مساعدات أخرى ضمن عدة شحنات إضافية من المواد الغذائية والإمدادات الطبية التي بلغ مجموعها أكثر من 10 ملايين دولار.
في يوليو/تموز 2013 ذكرت جريدة ديلي تلغراف أن وزارة الخارجية حذرت مجموعة دعم سوريا من أن الأموال التي تم جمعها يُمنع منعا باتا استخدامها في شراء الأسلحة. كما ذكرت نفس الصحيفة أن هذا الشرط تسبب في انخفاض تمويل مجموعة دعم سوريا حيث باتت تتوفر على حوالي 200.000 دولار فقط في حساباتها. كما ادعى نفس المصدر أن رئيس المجموعة استقال في يونيو 2013 من منصبه بعد فشل الفريق في كسب مسؤولي الحكومة الأمريكية. نفت المجموعة في وقت لاحق كل هذه المزاعم وحذرت من مغبة نشر مثل هذه المعلومات مشيرة في الوقت ذاته إلى أن العلاقة لا زالت قائمة مع وزارة الخارجية «الشريك المنفذ» لشحنات المساعدات وكذلك مع السفير روبرت ستيفن فورد.(خطاب الشكر والتقدير). ذكرت مجموعة دعم سوريا أيضا أن دعم الجهات المانحة لم يفتر بل في الواقع زاد مما دفع بالمنظمة إلى التعاقد مع موظفين جدد.

## التمويل
تعتمد مجموعة دعم سوريا على التبرعات الخاصة من أجل دعم عملياتها.

## وصلات خارجية
- المدونة الرسمية للمجموعة
- مجموعة دعم سوريا  على فيسبوك. (بالعربية)